# Johanna Hagn
Johanna Hagn, född den 27 januari 1973 i Wolfratshausen, Tyskland, är en tysk judoutövare.
Hon tog OS-brons i damernas tungvikt i samband med de olympiska judotävlingarna 1996 i Atlanta.